# Year Zero (juego de realidad alternativa)
Year Zero es un juego de realidad alternativa (Alternate Reality Game) basado en el álbum conceptual del mismo nombre de Nine Inch Nails, su esperada continuación, y un posible proyecto para cine o televisión relacionado. Aunque el álbum fue lanzado el 16 de abril de 2007 en Europa y el día siguiente en el resto del mundo, el juego transcurrió desde aproximadamente el 12 de febrero de 2007 y se esperaba que continuara por aproximadamente dieciocho meses. El juego fue creado por 42 Entertainment, el mismo grupo responsable por el juego de realidad alternativa promocional I Love Bees para el videojuego Halo 2. Trent Reznor, líder y único miembro estable de la banda, ha llamado al juego "una nueva forma de entretenimiento". En respuesta a las críticas con respecto a la promoción del álbum, Reznor declaró: 

El término "marketing" es muy frustrante para mí en este momento. Lo que están empezando a experimentar ES "Year Zero". No es un truco publicitario para hacer que compren el disco - ES la forma artística... y apenas empezamos. Espero que disfruten el viaje.

## Premisa

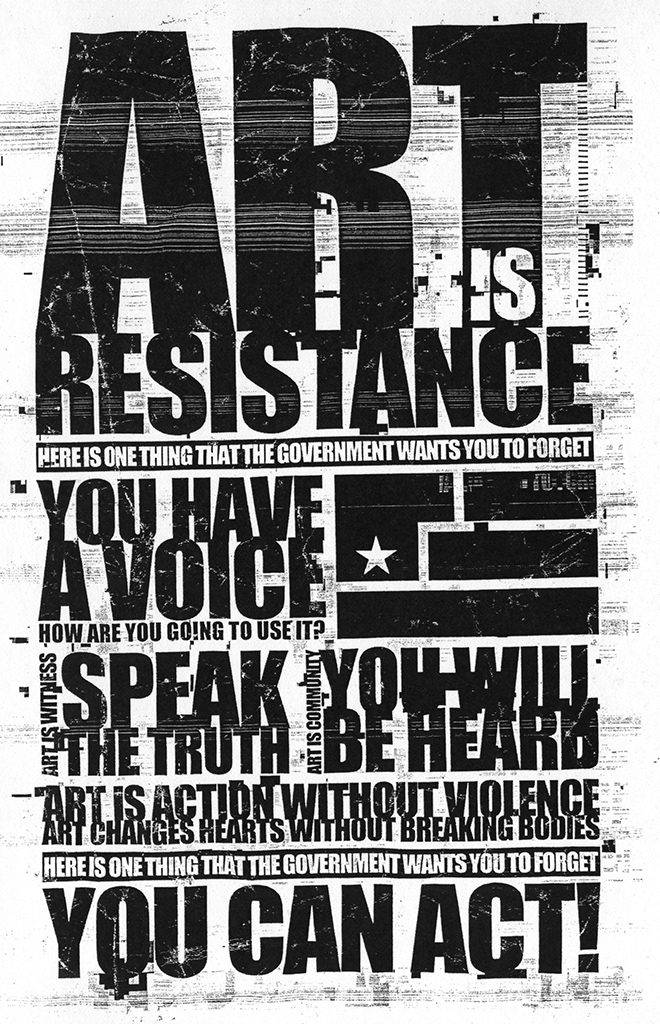
Un volante Art is Resistance del ARG Year Zero.

Reznor dijo que Year Zero es un álbum conceptual, "puede tratarse acerca del fin del mundo", y señaló un "cambio de dirección" con respecto a que "no suena como With Teeth." El diseño de los productos oficiales de la gira de 2006 presentaban referencias abiertas al ejército de los Estados Unidos, la cual "refleja direcciones futuras" En una entrevista con Gigwise.com, Reznor declaró que el concepto detrás de Year Zero estaba parcialmente inspirado por sus sentimientos hacia la administración Bush. Más adelante explicó,
Realmente quería enfocarme en algo que estaba en primer plano en mi conciencia que es, como Norteamericano, estoy estupefacto por el comportamiento de nuestro gobierno, la dirección que ha tomado y la dirección en que conduce a todo el resto del mundo y su arrogancia... Decidí escribir un ensayo acerca de dónde podría estar el mundo si continuamos el camino en que estamos con un gobierno neo-conservador haciendo lo que quiere.
Con este fin, la historia de Year Zero toma elementos de ficciones distópicas como 1984 de George Orwell (vigilancia gubernamental), Un mundo feliz de Aldous Huxley (uso de drogas para someter a la población), Fahrenheit 451 de Ray Bradbury  (censura a gran escala y uniformismo), y We de Yevgeny Zamyatin (síntesis de la iglesia y el estado).  Elementos específicos de la trama presentan semejanzas con el cuento de Philip K. Dick La Fe de Nuestros Padres, incluyendo alucinógenos en el suministro de agua, un estado militarizado opresivo, monitoreo agresivo de la población y una entidad venerada que se manifiesta en muchas formas. Manteniendo el tema distópico, Year Zero transcurre en el año 2022, el mismo que en la película Soylent Green de 1973.

## Trama
La historia transcurre en Estados Unidos en el año 2022, declarado "Año 0" por el gobierno de EE. UU., siendo el año del renacimiento de Norteamérica. Los EE. UU. han sufrido varios ataques terroristas, incluyendo ataques en Los Ángeles y Seattle. En respuesta, el gobierno se arroga poderes de emergencia y toma control absoluto sobre el país. El gobierno de EE. UU. es ahora una teocracia fundamentalista Cristiana, que mantiene control sobre la población a través de instituciones como la Oficina de Moralidad y la Primera Iglesia Evangélica de Plano, y se encuentra en estado de guerra constante contra sus agresores, con el motivo ulterior implícito de expandir su esfera de influencia. Los Norteamericanos deben obtener licencias para contraer matrimonio, tener hijos, etc. Las actividades subversivas pueden resultar en la revocación de dichas licencias. Los Disidentes desaparecen regularmente de sus hogares por la noche, y son detenidos en centros de detención federal y manicomios, cuando no son ejecutados.
La corporación gubernamental Cedocore distribuye la droga Parepin a través del suministro de agua, bajo el pretexto de se un "reforzador de inmunidad" para prevenir futuros ataques bioterroristas. Sin embargo, el Parepin es en realidad una droga psicoactiva, diseñada para reducir la agresión, afectar la retención de la memoria e inculcar credulidad hacia la autoridad. Como resultado, la mayoría de los Norteamericanos que beben el agua se vuelven apáticos y despreocupados; además, efectos secundarios como el comportamiento esquizofrénico espasmos musculares y anorgasmia son conocidos y sólo se ofrece tratamiento efectivo en áreas urbanas, desalentando a la gente a mudarse a áreas rurales remotas, con agua sin tratar. Hay varios grupos rebeldes ocultos, principalmente operando en internet, los más notables son Art is Resistance y Solutions Backwards Initiative. La Primera Iglesia Evangélica de Plano es una iglesia Cristiana Protestante fundamentalista, la cual es favorecida e implícitamente financiada por el gobierno neo-conservador.
En medio de todo esto aumentan los avistamientos de lo algunos llaman "La Presencia", la cual se manifiesta como un par de gigantescas manos y brazos etéreos que se extienden desde el cielo hasta la tierra. A pesar de que en un principio se atribuyó La Presencia a la histeria masiva inducida por drogas, pronto se hizo claro que es un fenómeno físico que puede ser grabado en video y película, aunque sin foco ni definición. Las teorías varían sobre la causa real de las apariciones, pero la opinión prevalente parece ser que las manos representan a Dios y otra fuerza sobrenatural equivalente. Los avistamientos se hacen cada vez más frecuentes, y aquellos "tocados" por la mano comienzan a reportar sus experiencias, la mayoría de una sensación de terror y claridad. El 10 de febrero de 2022, un oficial del gobierno llamado Doug está en su oficina investigando La Presencia, sin poder asistir al nacimiento de su hija en Denver. Comienza a escribir una carta a su hija aún no nacida, describiendo el estado del mundo y su familia. Doug hace continuas referencias a La Presencia, mientras más y más avistamientos son reportados repentinamente en todo el mundo al mismo tiempo. Despidiéndose de su hija, la carta termina con un mensaje frenético, interrumpido diciendo que La Presencia está sobre el edificio del Capitolio y "las estrellas se apagan como velas". Corta repentinamente, implicando que los avistamientos de este fenómeno son reportados masivamente desde todo el mundo. La secuencia termina con un mensaje interrumpido anunciando la aparición de La Presencia sobre el Edificio del Capitolio de Estados Unidos. El mensaje se interrumpe repentinamente, implicando el fin del mundo.
Mientras tanto, Solutions Backwards Initiative - un grupo de estudiantes, profesores y expertos en computación - inventan un medio para enviar información hacia atrás en el tiempo usando mecánica cuántica con objeto de prevenir el futuro distópico (y el eventual apocalipsis) en que viven. Los sitios web y la música del juego de realidad alternativa Year Zero son implícitamente parte de los paquetes de información enviados a través de "agujeros de gusano", activados solo unos momentos después del mensaje de Doug.

## Proyectos para cine y televisión
En marzo de 2007 Kerrang! Radio reportó que "Reznor admitió que ya está en conversaciones acerca de una versión fílmica de su próximo álbum, con la segunda parte programada para el año próximo." Previamente había señalado Year Zero como "parte de un plan mayor de una variedad de cosas en la que estoy trabajando. Esencialmente, escribí la banda sonora de una película que no existe." Reznor comentó que actualmente está más interesado en un proyecto televisivo que en uno fílmico. Declaró que tiene un productor y se ha reunido con escritores.
El 10 de agosto de 2007, Reznor anunció que pronto llevarían el concepto a las redes de televisión con la intención de asegurar un contrato. "Vamos a presentarlo a las networks, así que estamos a unas semanas de reunirnos con la gente principal y veremos qué ocurre."
Desde el primer anuncio de sus planes para una serie de televisión, el progreso se ha ralentizado, supuestamente debido a la huelga de guionistas en Hollywood de 2007-2008. A pesar de esto, Reznor a reportado que el proyecto todavía está en marcha.
Reznor clarificó en noviembre de 2012 que el proyecto está "actualmente en estado de pausa" debido a no poder él ni Rob Sheridan "encontrar la opción correcta con un escritor".

## Respuesta de la crítica
Muchos comentaristas del álbum Year Zero también comentaron sobre el juego que lo acompaña. Ann Powers of The Los Angeles Times elogió el álbum y el concepto del juego como "un matrimonio total de las estéticas pop y gamer que abren las jaulas oxidadas de la música industrial y resuelve algunos problemas clave que enfrenta la música rock, mientras su dominio cultural se disuelve en polvo."
En 2008, 42 Entertainment ganó dos Premios Webby por su trabajo en el juego Year Zero, bajo las categorías "Campaña integrada" y "Otra publicidad: contenido de marca".  42 Entertainment  también ganó tres medallas en la ceremonia de premiación The One Show,  incluyendo una medalla dorada en la categoría "juego online", una de plata en la categoría "música" y una medalla de mérito en la categoría "entretenimiento de marca online.